# Salföld
Salföld község Veszprém vármegyében, a Tapolcai járásban. A település I. István király korától az 1950-es megyerendezésig Zala vármegyéhez tartozott.

## Fekvése
A Balatontól körülbelül 3 kilométerre északra fekszik. Közigazgatási területén végighalad észak-déli irányban az Ábrahámhegy és Káptalantóti (a 71-es főút és a 7313-as út) között húzódó 7346-os út, de a lakott területén csak egy alsóbbrendű út, a 73 132-es út vezet végig.

## Története
A területen már 900 körül megjelentek a honfoglaló magyarok: a dimbes-dombos vidék Kál horka, majd Vérbulcsú nemzetségek szálláshelye volt. Később Koppány vezéré lett ez a földterület. Az őt legyőző Szent István király Zala vármegyéhez csatolta Salföldet, amely kezdetben három falut foglalt magába: Ábrahám, Alsó- és Felső-Kőkút településeket.
Az Árpád-házi királyok idején Salkőkútnak nevezték, valószínűleg azért, mert az egyik legismertebb birtokos, az Atyusz nemzetségbeli tagja, Sal (Saul) volt, akitől fennmaradt két végrendelet (1221-ből és 1227-ből), mint hiteles írásbeli dokumentum. A Sal családnak a környéken is nagyobb birtokai voltak. A család férfi ága 1560 körül kihalt.
A falu élete a török hódításig virágzott: állattartás, szőlőművelés jellemezte. A lakosság etnikailag magyar volt. A török hódítás elpusztította a falut. Salföld sorsa 1543 után megpecsételődött: a török haderő elfoglalta Székesfehérvárt, aztán ostromolta a környék várait. A Káli medence falvai közt Salföld is elpusztult. Ezt a vidéket 1687-ben szabadították fel az egyesült keresztény seregek. Következett a Rákóczi-szabadságharc (1703-1711), melynek dunántúli hadjáratai (Bottyány Jánosé 1705-ben, majd Csobánc ostroma 1707-ben) hátráltatták a falu újjászületését. Csak 1711 után éledt újra a falu.
Az 1715-ből származó összeírás szerint, "Schalfölde lakosai jövevények". Egy 1720-ból fennmaradt dokumentum alapján a betelepülők magyar jobbágyok voltak. A XVIII. században a község gyors fejlődésnek indult, hozzá tartozott Ábrahámhegy is nagy szőlőterületeivel.
A béke és a virágzás a XIX. században folytatódott. A népszámlálások adatai mutatják: 1828-ban 293 fő, 1890-ben már 613 fő élt a faluban (Ábrahámhegy és Salföld lakosait egybeszámolták). A helyi gazdaság legjövedelmezőbb ága a XX. század közepéig az állattenyésztés (tehéntartás), a halászat és a szőlőművelés volt.
A II. világháborúban sok hősi halottja és mártírja volt a falunak, az épületek azonban viszonylag jól átvészelték a háborús éveket. Salföld társadalmát 1950-től a szocialista rendszer gyökeresen átalakította. A magángazdaságokat szétverte, a parasztgazdák földjeit, a módosabbak házait is államosította. A parasztok 1959 tavaszán termelőszövetkezetbe kényszerültek. A történelmi kényszerrel létrejött téesz 1973-ig működött, amikor egy nagygazdaságba olvasztották be.
A salföldi téeszt később a falusiak nagy része magáénak érezte, az elnöke sokat próbált tenni a községért. Egy településfejlesztési koncepció áldozataként 1973-ban mégis hanyatlani kezdett a falu. Megszűnt a helyi tanács, az iskola, a lakosság a kiemelt övezetnek számító Balaton-partra vagy városokba költözött, megkezdődött az elvándorlás. Míg 1970-ben 243-an voltak a salföldiek, addig 1990-re 77 főre apadt a lélekszám..
A régi házakat olyan városiak vették meg és újították fel, akiket vonzott a környék, a táj szépsége. A hajdani nyaralók némelyike mára „tősgyökeres” salföldi lett, mert közülük többen letelepedtek itt, némiképp gyarapítva a lakosságot. Manapság Salföld, amellett, hogy turista látványosság, működő falu is, saját önkormányzattal, természetvédelmi majorral, szép portákkal.

## Közélete

### Polgármesterei
- 1990–1994: Kovács József (FKgP)[3]
- 1994–1998: Kovács István (független)[4]
- 1998–2002: Kovács István (független)[5]
- 2002–2005: Baló István (független)[6]
- 2005–2006: Simonné Vitányi Mónika (független)[7]
- 2006–2010: Simonné Vitányi Mónika (független)[8]
- 2010–2014: Fábián Gusztáv (független)[9]
- 2014–2019: Fábián Gusztáv (független)[10]
- 2019–2024: Fábián Gusztáv (független)[11]
- 2024– : Fábián Gusztáv (független)[1]

A településen 2005. augusztus 7-én időközi polgármester-választást tartottak, az előző polgármester lemondása miatt.

## Népesség
A település népességének változása:
| Lakosok száma | 72   | 83   | 80   | 69   | 58   | 67   | 67   |
|               | 2013 | 2014 | 2015 | 2021 | 2022 | 2023 | 2024 |

A 2011-es népszámlálás során a lakosok 88,5%-a magyarnak, 4,9% németnek mondta magát (9,8% nem nyilatkozott; a kettős identitások miatt a végösszeg nagyobb lehet 100%-nál). A vallási megoszlás a következő volt: római katolikus 62,3%, református 3,3%, felekezeten kívüli 4,9% (27,9% nem nyilatkozott).
2022-ben a lakosság 70,7%-a vallotta magát magyarnak, 5,2% németnek, 6,9% egyéb, nem hazai nemzetiségűnek (25,9% nem nyilatkozott; a kettős identitások miatt a végösszeg nagyobb lehet 100%-nál). Vallásuk szerint 39,7% volt római katolikus, 1,7% egyéb katolikus, 12,1% felekezeten kívüli (46,6% nem válaszolt).

## Nevezetességei

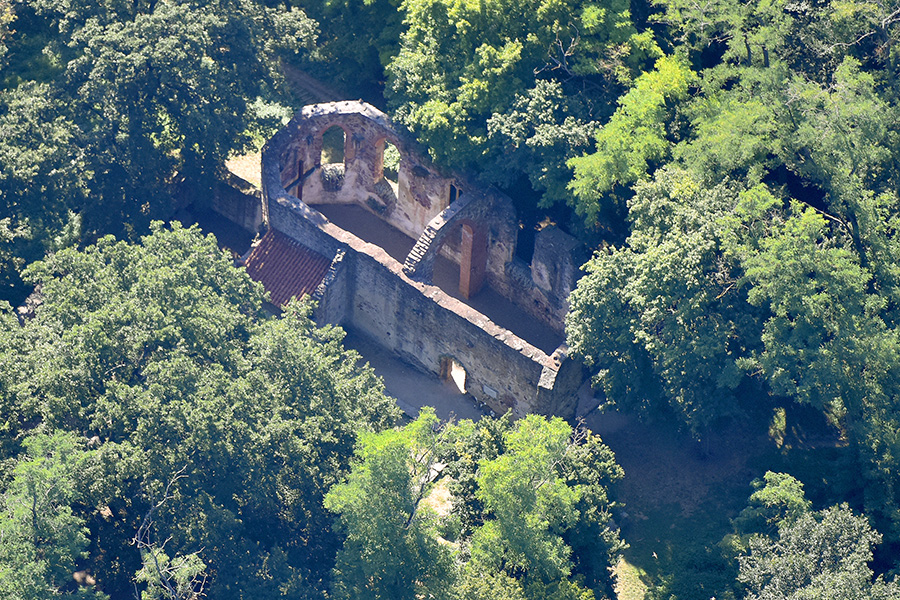
A salföldi pálos kolostor romja légi fotón

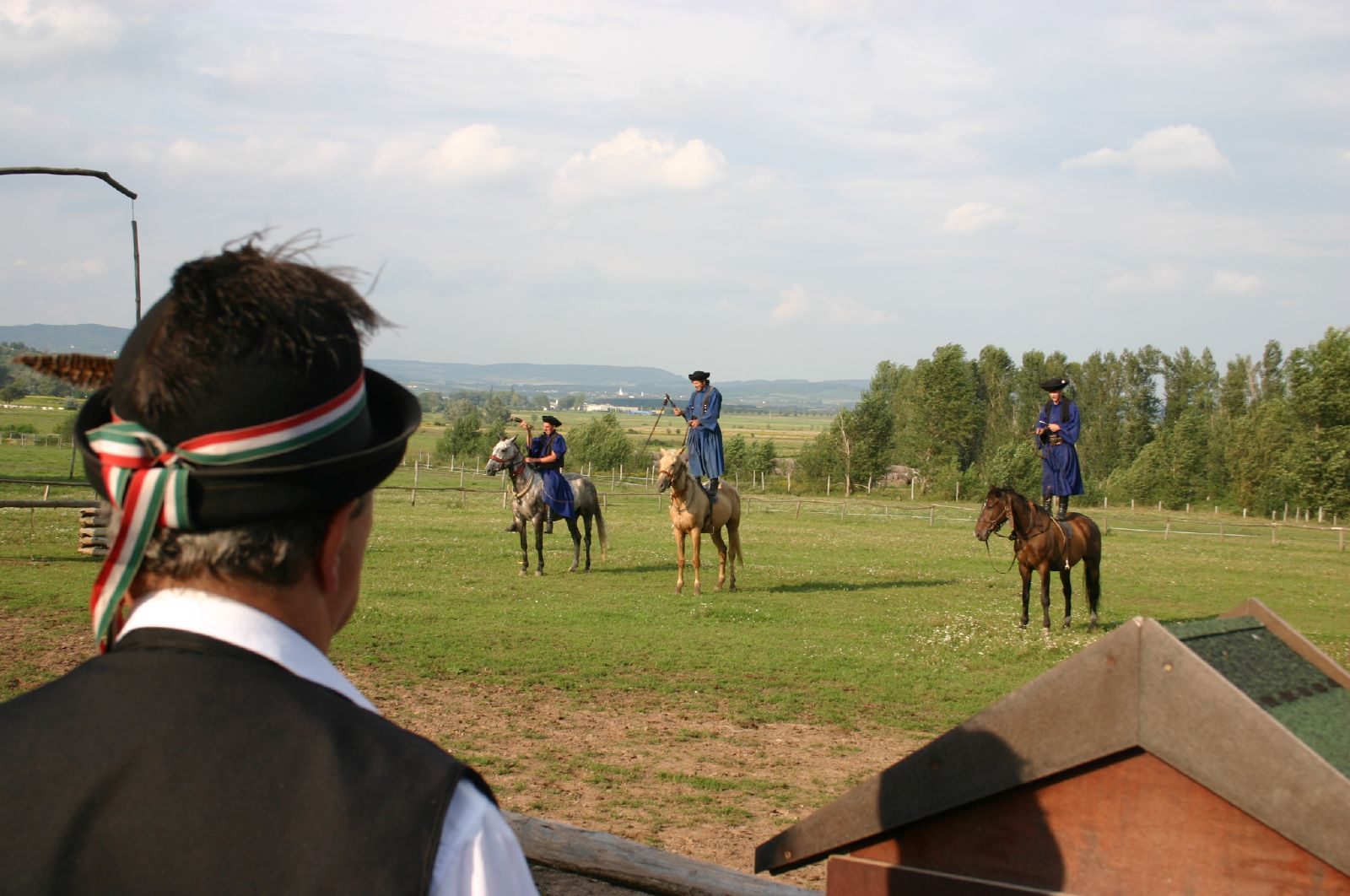
Lovasbemutató a Természetvédelmi majorban (2005)

- Pálos kolostor
- Természetvédelmi major

## Külső hivatkozások
- Salföldi linkgyűjtemény - Salföld.lap.hu
- Salföld a www.utikonyvem.hu oldalon
- Salföld major
- Kerékpárral Salföldön
- http://www.salfold.hu/tortenet.php